# Дуалистическая монархия
Дуалисти́ческая (от лат. dualis — двойственность), дуа́льная, исполни́тельная, или полуконституцио́нная мона́рхия — вид монархии, в рамках которой власть монарха ограничивается исполнительной сферой, а законодательная власть закрепляется за парламентом, формально не зависящим от монарха. Таким образом, в государствах с этой формой правления существует два центра власти — монарх и парламент. Монарх может являться формальным главой исполнительной власти или стоять выше премьер-министра, который в такой системе выступает как заместитель главы исполнительной власти, но не монарха. Монарх имеет право назначать и отправлять в отставку правительство и отдельных министров, а также обладает абсолютным или отлагательным правом вето на решения парламента, представляет государство в международной политике.
При дуалистической монархии монарх ограничен конституцией, но способен оказывать значительное политическое влияние как независимый и автономный актор. Судебная власть традиционно находится в его компетенции, однако он может дистанцироваться от неё, сделав её фактически независимой. Им также могут издаваться чрезвычайные указы, стоящие в один ряд с законами. За монархом остаётся право роспуска парламента.
Дуализм рассматривается как форма конституционной монархии либо как переходный этап от абсолютной монархии к конституционной.
Возникновение такой формы правления в Европе связано с буржуазными революциями при поддержке широких слоёв населения в XVIII—XIX веках. Она явилась компромиссом между растущей буржуазией и ещё более сильным дворянством. Дуалистическими монархиями были Германия, Турция, Таиланд, Ливия, Непал и другие. Россия имела определённые черты этой системы в 1905—1917 годах. По ходу истории эта форма правления проявила себя как крайне неустойчивая и недолговечная.
Многие вопросы относительно дуалистической монархии остаются предметом дискуссий. Так, не существует единого мнения о представителях этой формы правления в современном мире. Различные авторы относят к ней Иорданию, Марокко, Кувейт, Люксембург, Бахрейн, Эсватини, Лесото, Тонгу. Вместе с тем существует мнение об отсутствии дуалистических монархий в XXI веке в «чистом виде». Спорным является и определение дуализма как переходного этапа от абсолютной монархии к конституционной, поскольку он возник как ответ на требование общества ограничить власть монарха. Предметом дебатов стала подотчётность правительства в этой системе. В большинстве дуалистических монархий правительство подчиняется монарху, выступая как институциональное продолжение его воли.